# Socialist Workers Party (Storbritannien)
Socialist Workers Party (SWP) ses ofta som det största partiet bland vänstern utanför Labourpartiet i Storbritannien.
SWP bildades formellt 1977 men arbete ofta under namnet International Socialists hade dessförinnan pågått i 20 år i grupper formerade kring den ideologiske ledaren Tony Cliff. Partiet är dominerade inom sin international International Socialist Tendency (IST).
Ideologisk skiljer SWP från andra trotskistiska riktningar ut sig genom sin analys av Sovjetunionen som statskapitalistiskt.
Vid parlamentsvalet i Storbritannien 2015 fick partiet 2,724 röster i hela riket.